# Цифешть
Цифешть, Цифешті (рум. Țifești) — село у повіті Вранча в Румунії. Входить до складу комуни Цифешть.
Село розташоване на відстані 175 км на північний схід від Бухареста, 19 км на північний захід від Фокшан, 149 км на південь від Ясс, 88 км на північний захід від Галаца, 116 км на схід від Брашова.

## Населення
За даними перепису населення 2002 року у селі проживали 1004 особи, усі — румуни. Рідною мовою 1003 особи (99,9%) назвали румунську.